# سيكستانس (عملة رومانية)
السيكستانس (باللاتينية: Sextans) هو عملة برونزية رومانية قديمة تم سكها خلال فترة الجمهورية الرومانية، وكانت تساوي سدس الأس الروماني، أي أونصتين من الوزن الروماني.
في البداية كان وزن الأس يقارب 324 غرام، مما يعني أن السيكستانس كان يزن حوالي 54 غرام. إلا أن الأثر الاقتصادي لـالحرب البونيقية الثانية أدى إلى تقليص وزن الأس إلى حوالي 50 غرام، مما جعل السيكستانس يسك بوزن يقارب 8 غرام.
كان أكثر تصميم شائع للسيكستانس يتضمن رأس الإله ميركوري مع نقطتين على الوجه الأمامي ترمزان إلى "أونصتين"، ومقدمة سفينة على الوجه الخلفي. أما الإصدارات الأقدم فقد تضمنت صدفة بحرية أو عصا هرمس أو رموزا أخرى.

## مواصفات سيكستانس
كان التصميم الأكثر شيوعا لقطعة سيكستانس يتمثل في تصوير تمثال نصفي للإله ميركوري على الوجه الأمامي، يرافقه نقطتان بارزتان كعلامة للقيمة تشير إلى "أونصيتين"، بينما تظهر على الوجه الخلفي مقدمة سفينة. ومع ذلك، فإن الإصدارات الأولى للعملة تميزت بتنوع في الرموز، حيث تضمنت عناصر مثل أصداف عصا هرمس، خاصة في الأوجه الأمامية.